# ユージン・イジケヴィッチ
ユージン・イジケヴィッチ（露: Eugene M. Izhikevich、1967年 - ）は、アメリカ在住の数学者。ロシア出身。専門は非線形力学系、理論神経生物学。オンライン無料百科事典スカラーペディアの設立者。ブレインコーポレーションCEO。

## 略歴
- 1967年 モスクワで生まれる。
- 1992年 ロシアのモスクワ大学で修士号（応用数学）取得
- 1996年 アメリカのミシガン州立大学で博士号（純粋数学）取得
- 1996年-2000年 アリゾナ州立大学数学科システム科学センターにてポスドクおよび客員教授
- 2000年-2005年 神経科学研究所（カリフォルニア州サンディエゴ） アソシエイト・フェロー（理論神経生物学）
- 2005年-現在 神経科学研究所 シニア・フェロー（理論神経生物学）